# Prodactylioceras
Prodactylioceras ist eine Gattung evoluter Ammoniten. Sie ist Leitfossil im Unteren Pliensbachium (Carixium) in der nach Prodactylioceras davoei benannten Davoei-Zone.

## Erstbeschreibung und Benennung
Die Gattung Prodactylioceras wurde im Jahr 1923 von Leonard Spath erstbeschrieben. Ihre Bezeichnung ist eine Wortschöpfung aus den griechischen Wörtern δάκτυλος daktylos (Finger) und κέρας keras (Horn). Die Vorsilbe pro (vor, vorher, für) gibt sie als Vorläufer der Gattung Dactylioceras zu erkennen, welche dann später im Toarcium erschien.

## Charakterisierung
Prodactylioceras ist eine evolute Ammonitengattung mit N ≥ 0,55. Die Windungen entfalten sich nur sehr langsam, so dass N beispielsweise bei Prodactylioceras westgatenses nahezu gegen 1 geht. Der Windungsquerschnitt ist zusammengedrückt, die Flanken sind gerundet und der Venter besitzt keinen Kiel. Die prorsiradiate Berippung ist je nach Taxon unterschiedlich dicht und kann sich vor recht großen, lateral an der Ventralseite der inneren Windungen sitzenden Tuberkeln (Bullae) aufspalten. Rippendichte und -stärke ändern sich während des Wachstums nicht. Auf der dritten Windung können sich Sekundär- und Tertiärrippen einschieben, die aber auf den Außenwindungen wieder verschwinden. Die Lobenlinien sind relativ kompliziert aufgebaut, wobei der erste Lobus sehr groß ausfällt und stark verästelt ist.

## Systematik
Die Gattung Prodactylioceras gehört zur Unterfamilie Reynesocoeloceratinae Dommergues, 1986 innerhalb der Familie der Dactylioceratidae Hyatt, 1867. Von ihr sind folgende Taxa bekannt:
- Prodactylioceras aurigeriense Dommergues, Fauré und Mouterde, 1984
- Prodactylioceras colubriforme Bettoni, 1900
- Prodactylioceras davoei Sowerby, 1822
  - Prodactylioceras davoei enode
  - Prodactylioceras davoei nodosissimus
- Prodactylioceras italicum Meneghini und Fucini, 1900
- Prodactylioceras mortilleti Meneghini
- Prodactylioceras nodosissimum Quenstedt, 1885
- Prodactylioceras rectiradiatum  Wingrave, 1916
- Prodactylioceras sp.
- Prodactylioceras westgatenses Caruthers u. a., 2018

Synonyme sind Paralytoceras Frebold, 1922 und Praedactylioceras Frentzen, 1937.
Als Schwestertaxa fungieren Bettoniceras, Cetonoceras und Reynesocoeloceras.
Die Gattung Prodactylioceras hat sich aus der Gattung Reynesocoeloceras entwickelt, wahrscheinlich aber auf einem Umweg über Bettoniceras.

## Lebensweise
Die Individuen der Gattung Prodactylioceras waren recht schnell schwimmende marine Karnivoren, die fernab der Küste das flache als auch das tiefere kalkabscheidende Subtidal bevölkerten und driftendem Plankton folgten. Auch im tiefen Schelfbereich und über Untermeeresfächern waren sie gelegentlich anzutreffen.

## Ammonitenzone
Die Gattung Prodactylioceras ist ein Leitfossil und definiert die dritte Ammonitenzone des Pliensbachiums, die Davoei-Zone. Die Davoei-Zone folgt auf die Ibex-Zone und wird ihrerseits von der Margaritatus-Zone des Oberen Pliensbachiums (Domerium) überlagert. Sie wird im Bereich der Tethys von der Dilectum-Zone und in Nordamerika von der Freboldi-Zone und der Basis der Kunae-Zone ersetzt.

## Vorkommen

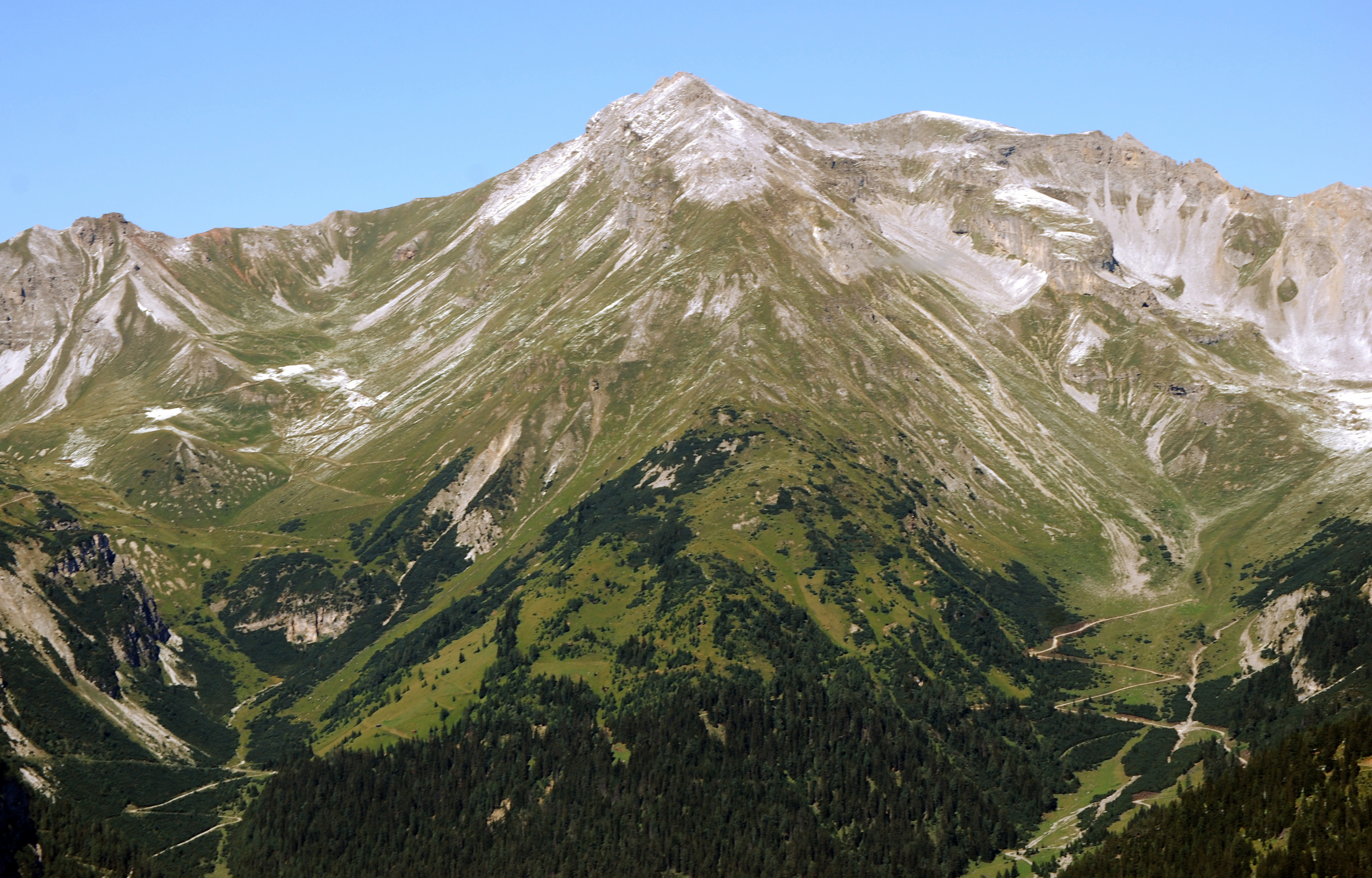
Die Kesselspitze von Südosten. Der Gipfel wird aus Adneter Kalk aufgebaut und führt u. a. Prodactylioceras.

Vorkommen der Gattung Prodactylioceras in Deutschland sind Bargau bei Schwäbisch Gmünd, Dewangen bei Aalen, Göggingen, Pliensbach und Wiesloch in Baden-Württemberg sowie Ehenfeld bei Hirschau in Bayern, Beierstedt und Gebhardshagen in Niedersachsen sowie Velpe in Nordrhein-Westfalen. In Österreich sind die Ammonitenfunde an der Kesselspitze in Tirol erwähnenswert. In der Schweiz tritt Prodactylioceras bei Seewen im Kanton Solothurn auf.
Fundstätten in Frankreich sind die Causses (Département Aveyron und Département Lozère, u. a. bei Rivière-sur-Tarn und bei Saint-Étienne-du-Valdonnez), die östlichen Corbières (im Département Aude bei Massac und Narbonne), das Département Ardennes (bei Sedan), das Département Ariège (bei Foix), das Département Haute-Marne und das Département Hautes-Pyrénées (bei Saint-Pé-de-Bigorre).
Im Vereinigten Königreich erscheint die Gattung in Nordirland bei Collin Glen und Portrush. Als Fundstätte in Spanien fungiert die Almonacid-de-la-Cuba-Formation bei Saragossa.
Vorkommen außerhalb Europas liegen am Jebel Bou Rharraf im Osten Marokkos, in Kanada auf den Queen-Charlotte-Inseln (Fannin-Formation) und auf dem Festland von Britisch-Kolumbien sowie im Yukon (bei Whitehorse), in den Wrangell Mountains in Alaska und in den Clan Alpine Mountains Nevadas in den Vereinigten Staaten.